# Harald Clahsen
Harald Clahsen (* 2. Juli 1955 in Mönchengladbach) ist ein deutscher Psycholinguist, der zurzeit an der Universität Potsdam lehrt.
Clahsen erwarb 1978 seinen ersten Universitätsabschluss in Germanistik und Soziologie. Er forschte dann über Erst- und Zweitsprachen-Erwerb und promovierte 1981 an der Bergischen Universität Wuppertal. Anschließend forschte er über Entwicklungs- und Sprachstörungen und habilitierte sich darüber 1987 im Fach Linguistik an der Heinrich-Heine-Universität Düsseldorf. Danach untersuchte unter anderem den Grammatik-Erwerb bei Muttersprachlern wie Sprachlernenden und benutzte dabei psycholinguistische Untersuchungsverfahren.
Clahsen veröffentlichte eine Reihe von Büchern und Forschungsberichten aus seinem Fachgebiet. Er erhielt den Gerhard-Hess-Preis der Deutschen Forschungsgemeinschaft für seine Forschungen zum Spracherwerb und einen Preis der Universität Düsseldorf für sein Buch über kindliche Sprechstörungen. Er koordinierte mehrere Sprachforschungsprojekte und ist Mitherausgeber der Benjamins’ book series. Seine Forschungen schließen auch Morphologie und Syntax ein. 2008 wurde er Fellow der British Academy (FBA). Im Oktober 2010 erhielt er mit der Alexander-von-Humboldt-Professur den mit 5 Millionen Euro höchstdotierten deutschen Wissenschaftspreis. Er wird mit dem Preisgeld seine Forschungen an der Universität Potsdam fortsetzen.
Seit 2012 ist er ordentliches Mitglied der Academia Europaea.